# 韦勒瑟
韦勒瑟（丹麥語：Værløse），丹麥西蘭島上的城镇，是丹麦首都大區首都哥本哈根西北部郊区富勒瑟市鎮的行政中心。截至2020年1月1日，人口为12,926人。20世紀50年代，韦勒瑟因境內的韦勒瑟站而開始繁榮。